# Londres 2012 (videojuego)
Londres 2012: El Videojuego Oficial es el videojuego oficial de los Juegos Olímpicos de Londres 2012. Fue publicado por Sega y desarrollado por Sega Studios Australia, haciendo de este el primer título de los Juegos Olímpicos que desarrollado por Sega.
También es el segundo juego videojuego oficial basado en los Juegos Olímpicos de 2012, el otro es Mario & Sonic at the London 2012 Olympic Games.
El juego cuenta con un modo en línea para los jugadores que deseen competir con rivales de todo el mundo otros. El "orgullo nacional" es un sistema de clasificación en el modo en línea, donde los jugadores tienen la posibilidad de recoger las medallas para su país favorito.
Es compatible con PlayStation Move y Xbox Kinect para ciertos eventos en el modo de partido. 
Londres 2012 es el primer juego olímpico de vídeo que incluye eventos de cooperación en el modo multijugador local.

## Disciplinas
Estos eventos aparecen en el juego:
Tiro al arco
- Individual
- Equipo

Deportes acuáticos
- Trampolín de 3 metros de buceo
- 3m sincronizado de trampolín de buceo
- Plataforma de 10 metros de buceo
- 10m sincronizado plataforma de buceo
- Natación - 50 m estilo libre
- Natación - 100 metros espalda
- Natación - 100 metros braza
- Natación - 100 metros mariposa
- Natación - 100 metros estilo libre

Gimnasia
- Trampolín (solo hombres)
- Vault

Tiro
- 25 metros pistola de tiro rápido (solo hombres)
- Skeet de tiro

Atletismo
- 100 m (solo hombres)
- 110m vallas (solo hombres)
- 200 m (solo hombres)
- 400 m
- Lanzamiento de disco (solo hombres)
- Salto de altura
- Lanzamiento de jabalina (solo hombres)
- Salto de longitud (solo hombres)
- Lanzamiento de peso (solo hombres)
- Triple salto (solo hombres)

Otros deportes
- Voleibol de playa (solo mujeres)
- Slalom Canoa - Kayak K1 (solo hombres)
- Ciclismo - Keirin (solo hombres)
- Remo - scull individual (solo hombres)
- Tenis de mesa (solo hombres)
- Levantamiento de pesas más de 105 kg (solo hombres)

## Naciones representadas
- Alemania
- Australia
- Austria
- Bélgica
- Brasil
- Canadá
- Corea del Sur
- Dinamarca
- Eslovaquia
- España
- Estados Unidos
- Finlandia
- Francia
- Gran Bretaña
- Grecia
- Hungría
- Irlanda
- Italia
- Jamaica
- Japón
- Kenia
- México
- Noruega
- Nueva Zelanda
- Países Bajos
- Polonia
- Portugal
- República Checa
- Rumania
- Rusia
- Sudáfrica
- Suecia
- Suiza
- Turquía
- Ucrania[2]